# تشيلسي فيلد
تشيلسي فيلد (بالإنجليزية: Chelsea Field)‏ مواليد 27 مايو 1957 في كاليفورنيا، الولايات المتحدة، هي ممثلة أمريكية بدأت مسيرتها الفنية عام 1985.

## وصلات خارجية
- تشيلسي فيلد على موقع IMDb (الإنجليزية)
- تشيلسي فيلد على موقع ألو سيني (الفرنسية)
- تشيلسي فيلد على موقع تيرنر كلاسيك موفيز (الإنجليزية)
- تشيلسي فيلد على موقع أول موفي (الإنجليزية)
- تشيلسي فيلد على موقع إن إن دي بي (الإنجليزية)
- تشيلسي فيلد على موقع قاعدة بيانات الفيلم (الإنجليزية)
- تشيلسي فيلد على موقع كينوبويسك (الروسية)